# Щербакова, Анастасия Константиновна
Анастасия Константиновна Щербакова (1914, Аламудун, Семиреченская область — неизвестно, Аламединский район) — звеньевая колхоза «Гигант» Ворошиловского района Фрунзенской области, Киргизская ССР. Герой Социалистического Труда (1948).

## Биография
Родилась в 1914 году в крестьянской семье в селе Аламудун.
С 1930 года трудилась в колхозе имени «Гигант» Ворошиловского района. Позднее возглавляла свекловодческое звено.
В 1947 году звено Анастасии Щербаковой собрало в среднем по 808 центнеров сахарной свеклы с каждого гектара на участке площадью 2 гектара. Указом Президиума Верховного Совета СССР от 26 марта 1948 года удостоена звания Героя Социалистического Труда с вручением ордена Ленина и золотой медали «Серп и Молот».
Проживала в родном селе.